# Budzisław Kościelny
Budzisław Kościelny is een plaats in het Poolse district  Koniński, woiwodschap Groot-Polen. De plaats maakt deel uit van de gemeente Kleczew en telt 970 inwoners.